# 8月26日
8月26日（はちがつにじゅうろくにち）は、グレゴリオ暦で年始から238日目（閏年では239日目）にあたり、年末まであと127日ある。

## できごと
| 人は権利として生まれながらにして平等であり平等であり続ける。社会的な区別は公益に基づくものしか認められない。――第1条 [:fr] |

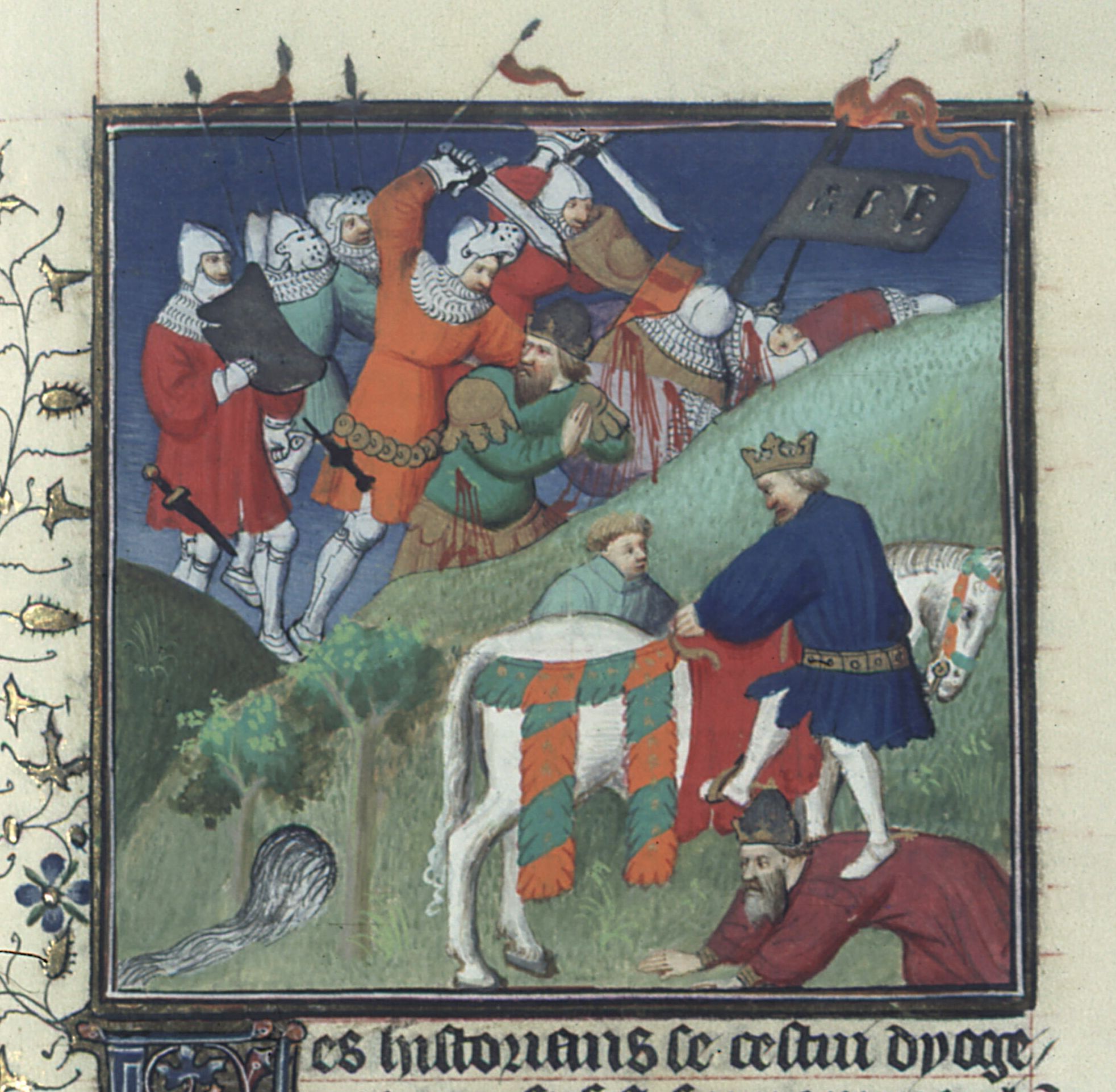
マラズギルトの戦い(1071)。東ローマ帝国皇帝ロマノス4世ディオゲネスが捕虜となる

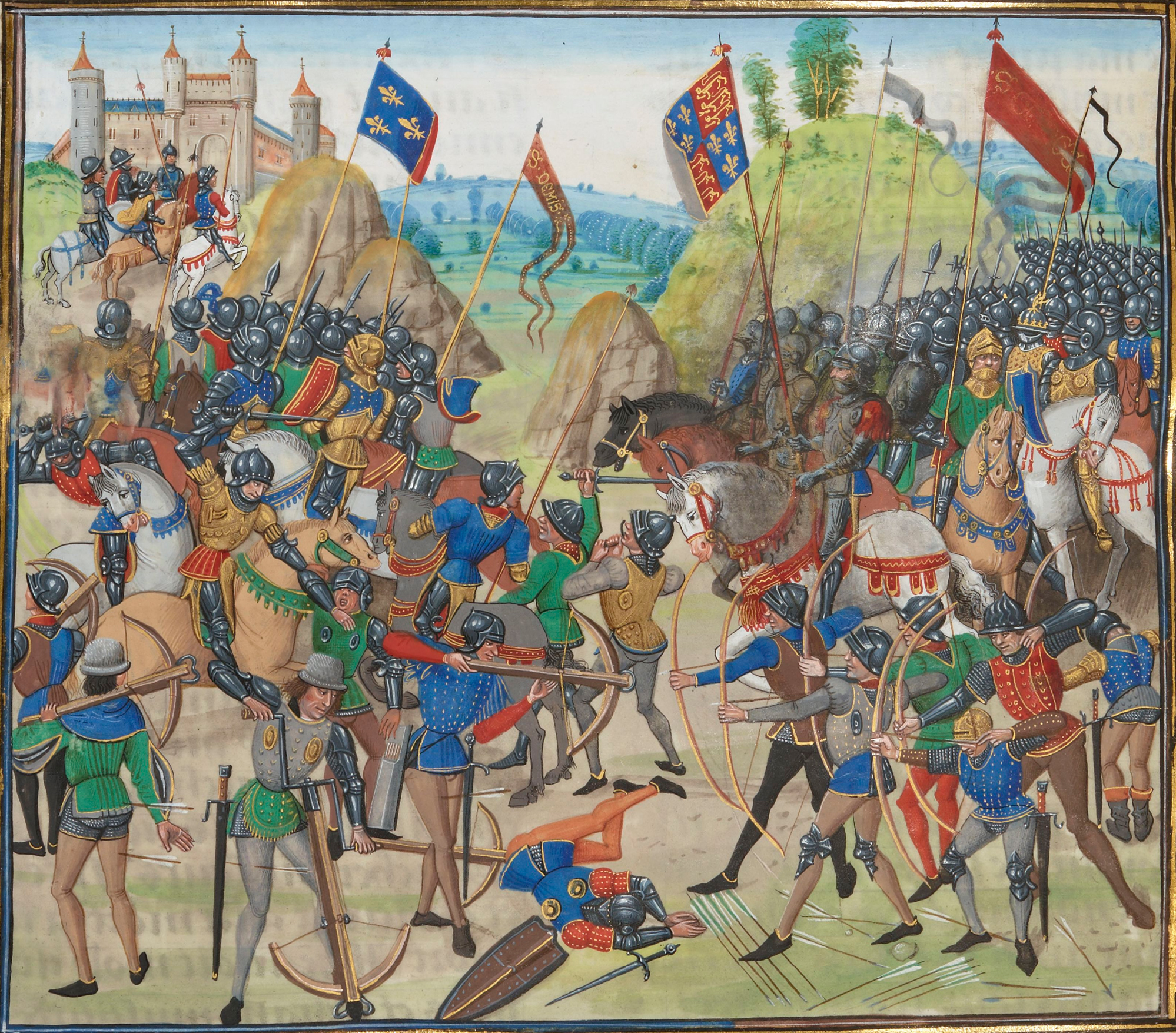
百年戦争、クレシーの戦い(1346)。イングランドのロングボウ部隊がフランスのクロスボウ部隊を打ち破る

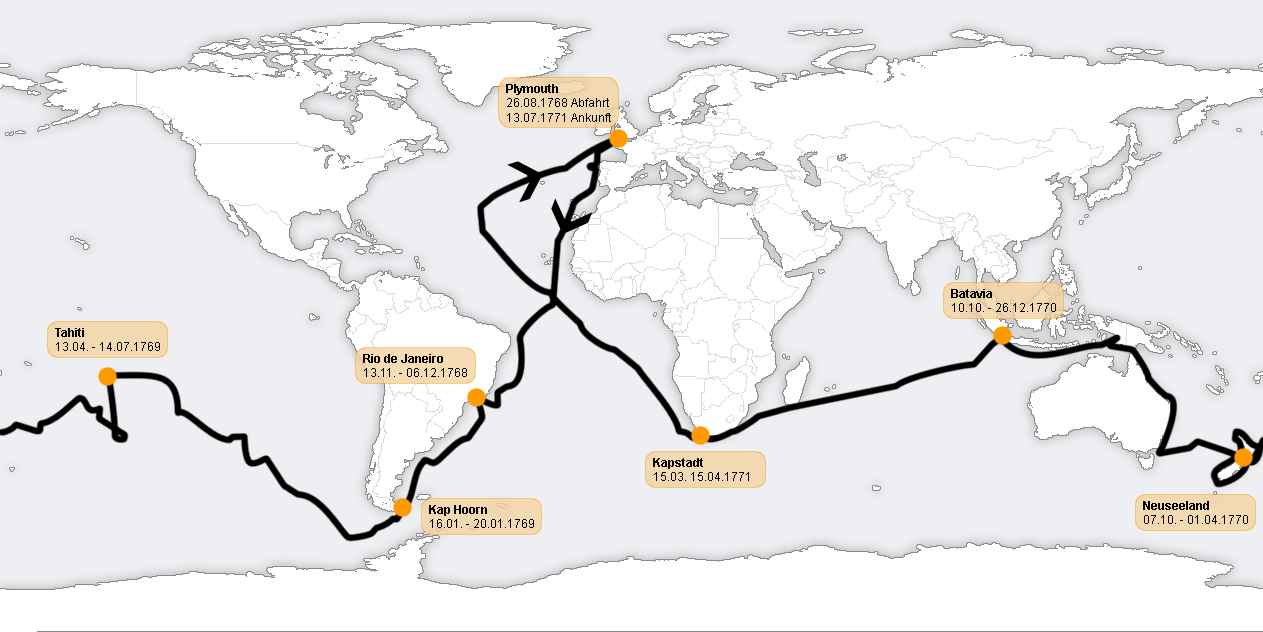
ジェームズ・クックが初航海に出発(1768)

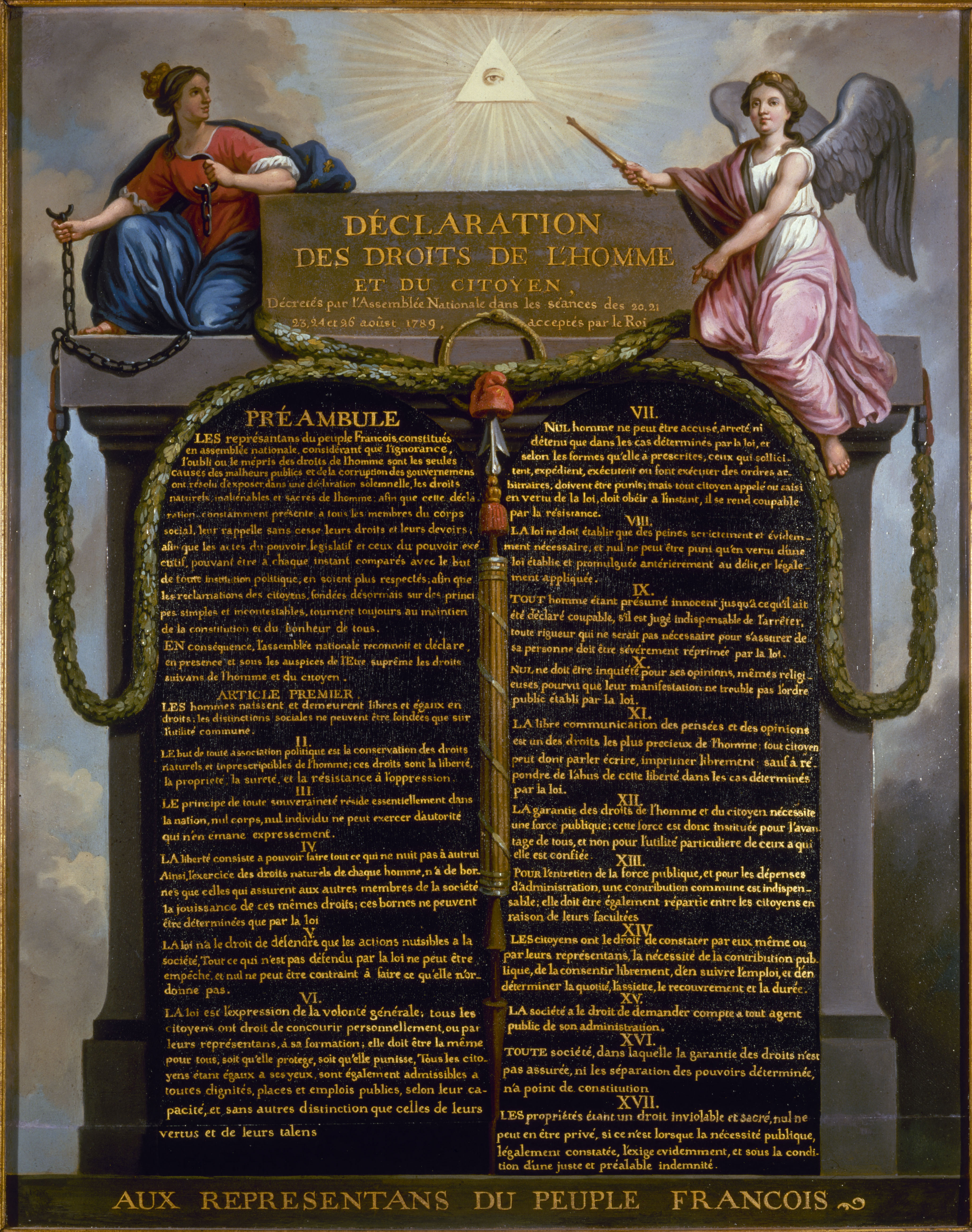
フランスで人間と市民の権利の宣言採択(1789)。

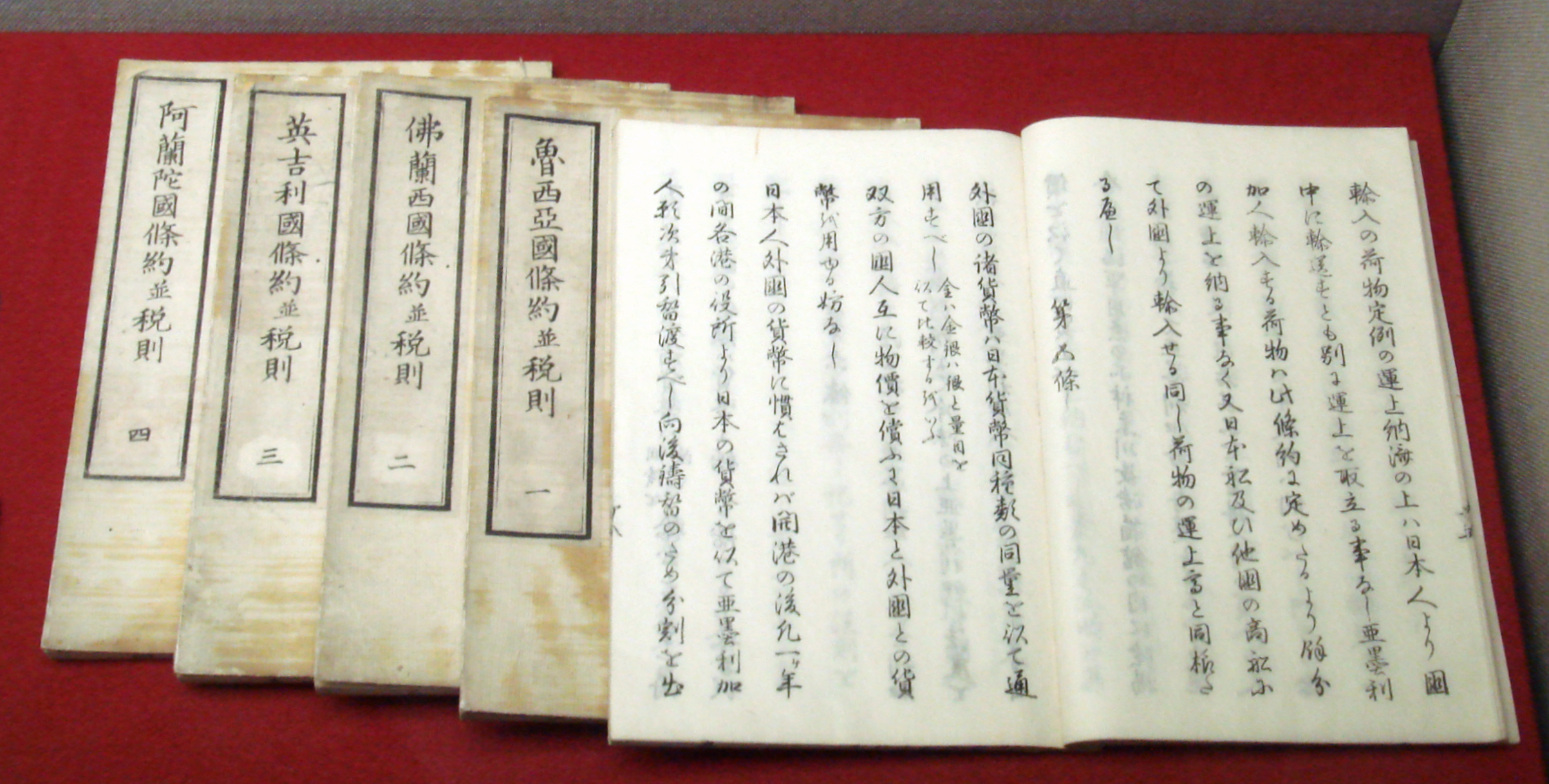
日英修好通商条約締結(1858)

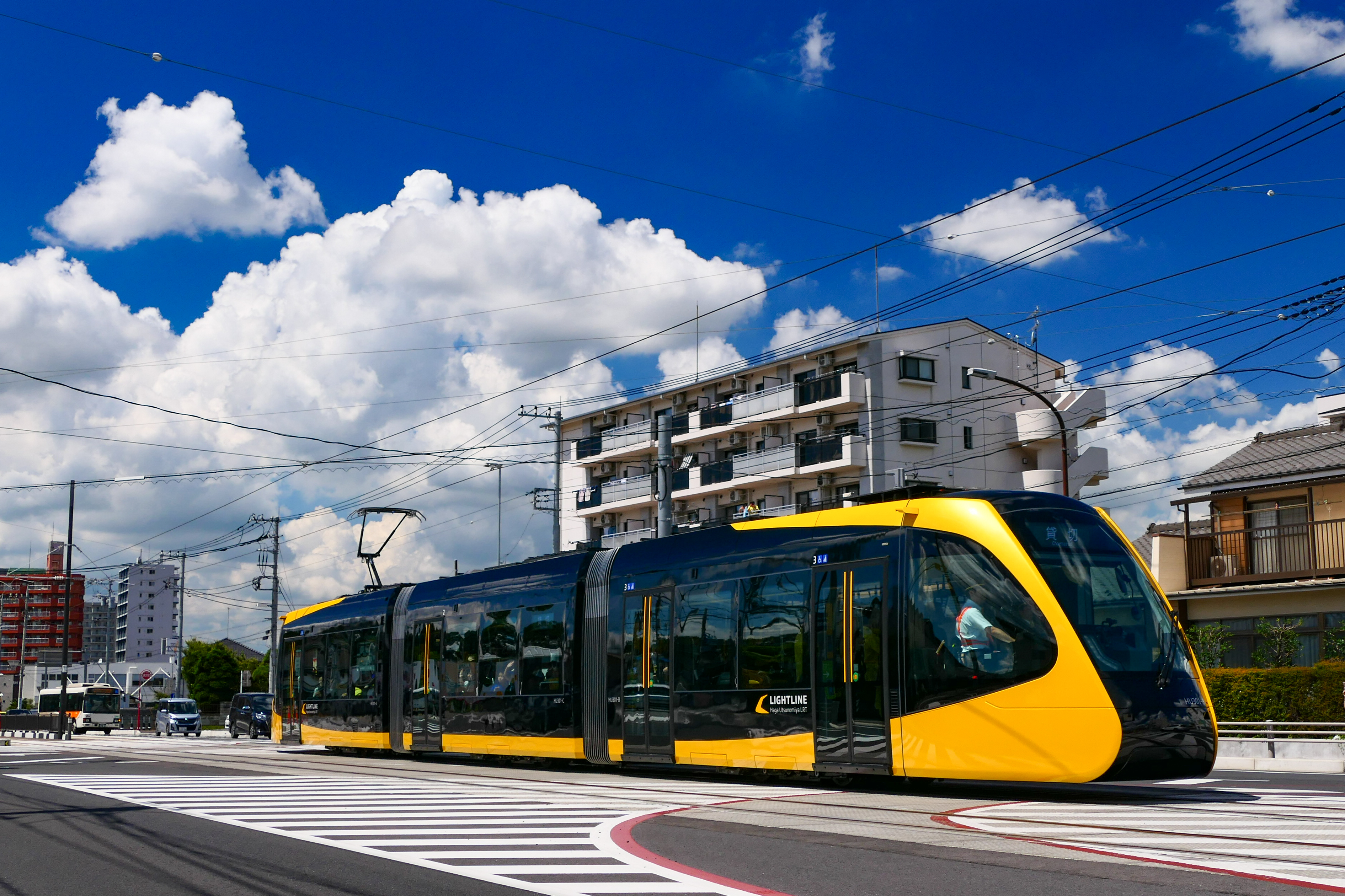
宇都宮ライトレール宇都宮芳賀ライトレール線（ライトライン）開業（2023）。

- 842年（承和9年7月17日） - 承和の変。
- 1071年 - マラズギルトの戦い。
- 1308年（延慶元年8月10日） - 鎌倉幕府将軍・久明親王が京に送還されたのに伴い、久明親王の子で8歳の守邦親王が将軍に就任。
- 1346年 - 百年戦争: クレシーの戦い。
- 1600年（慶長5年7月18日）- 伏見城の戦いが始まる。
- 1768年 - ジェームズ・クックが最初の航海（英語版）に出発。
- 1789年 - フランス国民会議がフランス人権宣言を採択。
- 1813年 - ナポレオン戦争: ドレスデンの戦いがはじまる。
- 1858年（安政5年7月18日） - 日英修好通商条約が調印される。
- 1862年 - 南北戦争: 第二次ブルランの戦いが始まる。
- 1920年 - 日本初の海洋気象台（神戸海洋気象台、現在は神戸地方気象台）が観測事業を開始。
- 1926年 - イタリアのサッカークラブ「ACFフィオレンティーナ」が発足。
- 1936年 - イギリス・エジプト同盟条約が締結。
- 1944年 - 第二次世界大戦・パリの解放: シャルル・ド・ゴールがパリに入城。
- 1945年 - 軍需省・大東亜省を廃止。農商省を分割して農林省・商工省を再設置。
- 1945年 - 特殊慰安施設協会設立。
- 1950年 - 黒澤明監督による映画『羅生門』封切り。
- 1954年 - 千葉県印西市の印旛少年院で収容者が暴動。施設が破壊され、76人が集団逃亡（少年院からの逃亡数としては過去最多）[1]。
- 1957年 - タス通信が世界初の大陸間弾道ミサイル (ICBM) 「R-7」の実験成功を配信。
- 1958年 - 朝日麦酒（アサヒビール）が日本で最初の缶入りビールを発売。
- 1962年 - 昭和37年台風第14号が三重県に上陸。滋賀県、福井県を通過して日本海へ抜けた後に温帯低気圧となった。死者・行方不明者11人[2]。
- 1966年 - ナミビア独立戦争はじまる。
- 1967年 - 羽越豪雨。この日から8月29日にかけて羽越地方で豪雨。
- 1970年 - 植村直己が北米大陸最高峰マッキンリー山に単独初登頂。世界初の五大陸最高峰登頂者となる。
- 1972年 - 第20回夏季オリンピック、ミュンヘンオリンピック開催。9月11日まで。
- 1976年 - エボラウイルス属のザイールエボラウイルスによるエボラ出血熱の世界初の患者がザイール(現在のコンゴ民主共和国)で発生する。
- 1978年 - ヨハネ・パウロ1世がローマ教皇に選出。
- 1978年 - 東ドイツのジークムント・イェーンがソ連のソユーズ31号に搭乗し、ドイツ人初の宇宙飛行士となる。
- 1978年 - 日本テレビが『24時間テレビ 「愛は地球を救う」』を放送。翌年から恒例化。
- 1979年 - 東京スポーツ新聞社主催で当時のプロレス3団体の新日本プロレス、全日本プロレス、国際プロレスが参加のプロレス夢のオールスター戦開催。
- 1985年 - トヨタ自動車が「カリーナED」/「コロナクーペ」を発売。
- 1988年 - 奈良市の奈良そごう建設予定地で大量の木簡（長屋王家木簡）が発見され、長屋王邸跡であることが判明。
- 1992年 - ビロード離婚: ヴァーツラフ・クラウスとヴラジミール・メチアルがチェコスロバキアの連邦解体の合意に署名。
- 1993年 - 東京都港区にレインボーブリッジが開通。
- 1996年 - 全斗煥元大統領に死刑、盧泰愚元大統領に懲役22年6か月の判決。
- 2002年 - マツダ・RX-7（FD3S型）生産終了。[3]
- 2002年 - ヨハネスブルクで持続可能な開発に関する世界首脳会議が開幕。
- 2008年 - アフガニスタン日本人拉致事件が起こる。NGO組織「ペシャワール会」メンバーの日本人がターリバーンによって殺害される。
- 2008年 - 南オセチア紛争: ロシアが南オセチアの独立を承認。
- 2010年 - 福井県敦賀市にある日本原子力研究開発機構の高速増殖炉もんじゅにて、原子炉容器内に筒型の炉内中継装置（重さ3.3トン）が落下。長期の運転休止となる。
- 2015年 - バージニア・テレビクルー射殺事件[4]。
- 2016年 - 新海誠監督のアニメ映画「君の名は。」が封切り。スタジオジブリ以外の邦画のアニメ映画では初となる興行収入200億円を突破した大ヒット作となる。
- 2023年 - 宇都宮ライトレール宇都宮芳賀ライトレール線（愛称：「LIGHTLINE（ライトライン）」[5][6]）宇都宮駅東口停留場 - 芳賀・高根沢工業団地停留場間開業[7]。日本国内での路面電車の新規開業は1948年の万葉線以来75年ぶり。

## 誕生日
- 1598年（慶長3年7月25日） - 水野勝俊、備後国福山藩2代藩主（+ 1655年）
- 1648年（慶安元年7月8日） - 松平隆政、出雲国母里藩6代藩主（+ 1673年）
- 1676年 - ロバート・ウォルポール、イギリス初代首相（+ 1745年）
- 1678年（延宝6年7月10日） - 徳大寺公全、公卿（+ 1720年）
- 1684年（貞享元年7月16日） - 松浦篤信、肥前国平戸藩6代藩主（+ 1757年）
- 1698年（元禄11年7月21日） - 分部光忠、近江国大溝藩5代藩主（+ 1731年）
- 1721年（享保6年閏7月4日） - 酒井忠与、若狭国小浜藩8代藩主（+ 1762年）
- 1728年 - ヨハン・ハインリヒ・ランベルト、数学者・物理学者・化学者・天文学者・哲学者（+ 1777年）
- 1740年 - ジョセフ・モンゴルフィエ[8]、発明家（+ 1810年）
- 1743年 - アントワーヌ・ラヴォアジエ、化学者（+ 1794年）
- 1819年 - アルバート公、イギリスのヴィクトリア女王の夫（+ 1861年）
- 1820年 - ジェイムズ・ハーラン、第8代アメリカ合衆国内務長官（+ 1899年）
- 1850年（嘉永3年7月19日） - 一柳末徳、播磨国小野藩11代藩主・子爵（+ 1922年）
- 1855年（安政2年7月14日） - 松平忠敬、武蔵国忍藩5代藩主（+ 1919年）
- 1857年（安政4年7月7日） - 麻生太吉、政治家（+ 1933年）
- 1857年（安政4年7月7日） - 内藤政養、陸奥国湯長谷藩13代藩主（+ 1911年）
- 1873年 - 新城新蔵、天文学者（+ 1938年）
- 1873年 - リー・ド・フォレスト、発明家、技術者（+ 1961年）
- 1885年 - 尾上菊五郎 (6代目)、歌舞伎役者（+ 1949年）
- 1891年 - 加藤五一、実業家、三井造船社長（+ 1989年）
- 1895年 - 斎藤三郎、野球史と石川啄木の研究者（+ 1960年）
- 1897年 - 尹潽善、大韓民国第4代大統領（+ 1990年）
- 1901年 - 陳毅、軍人、政治家、外交官、詩人、中華人民共和国外交部第2代外交部長（+ 1972年）
- 1907年 - 藤林益三、第7代最高裁判所長官（+ 2007年）
- 1908年 - 上原敏、歌手（+ 1944年）
- 1910年 - マザー・テレサ、修道女（+ 1997年）
- 1914年 - フリオ・コルタサル、作家（+ 1984年）
- 1915年 - 下條正巳、俳優（+ 2004年）
- 1916年 - 坂井三郎、軍人、エース・パイロット、著者（+ 2000年）
- 1923年 - ヴォルフガング・サヴァリッシュ、指揮者（+ 2013年）
- 1923年 - 鷹司平通、鷹司家27代目当主、鉄道研究家（+ 1966年）
- 1928年 - 安藤三男、俳優（+ 没年不明）
- 1931年 - 太田正男、元プロ野球審判員（+ 1992年）
- 1933年 - イダ・ゴトコフスキー、作曲家、ピアニスト
- 1934年 - 武村正義、政治家（+ 2022年）
- 1934年 - 14代目酒井田柿右衛門、陶芸家（+ 2013年）
- 1934年 - 桧垣忠、元プロ野球選手
- 1936年 - 大石尚子、政治家（+2012年）
- 1936年 - 近藤洲弘、テレビプロデューサー（+ 1990年）
- 1937年 - 内海賢二、声優（+ 2013年）
- 1937年 - 京建輔、作曲家
- 1937年 - ニナ・コンパネーズ、映画監督、脚本家（+ 2015年）
- 1940年 - 高松延次、元プロ野球選手
- 1941年 - 吉田ヒロミ、ファッションデザイナー
- 1946年 - 佐藤一郎 、画家
- 1947年 - 宮川俊二、フリーアナウンサー
- 1949年 - 山口河童、俳優
- 1950年 - いがらしゆみこ、漫画家
- 1951年 - エドワード・ウィッテン、数学者
- 1952年 - 上田正則、元プロ野球選手
- 1954年 - 益山性旭、元プロ野球選手
- 1954年 - エフレン・レイズ、ビリヤード選手
- 1956年 - 伊藤敏博、シンガーソングライター
- 1956年 - 和田アキラ、ギタリスト（+ 2021年）
- 1956年 - サリー・ビーミッシュ、ヴィオラ奏者
- 1957年 - 難波圭一、声優
- 1959年 - 直枝政広、ミュージシャン
- 1959年 - 国府弘子、ピアニスト
- 1961年 - 下成佐登子、歌手
- 1961年 - 須田慎一郎、ジャーナリスト
- 1962年 - 開出英之、官僚
- 1963年 - 青山陽一、ミュージシャン
- 1963年 - 大村慎一、官僚
- 1964年 - つちやかおり、歌手、タレント
- 1965年 - 石井明美、歌手
- 1965年 - 村上隆行、元プロ野球選手
- 1965年 - 小河麻衣子、女優
- 1966年 - アンドレア・シャーニー、陸上競技選手
- 1966年 - シャーリー・マンソン、歌手
- 1967年 - 大塚光二、元プロ野球選手
- 1967年 - 佐々岡真司、元プロ野球選手、監督
- 1967年 - 国武万里、歌手
- 1967年 - レベッカ・アン・ラモス、プレイメイト
- 1967年 - ザホス・サモラダス、映画監督
- 1968年 - クリス・ボードマン、自転車プロロードレース選手
- 1968年 - 竹村延和、エレクトロニカミュージシャン
- 1969年 - 中川敬輔、ミュージシャン
- 1969年 - ニコル・アレント、テニス選手
- 1969年 - ヒダノ修一、ミュージシャン
- 1969年 - マユミーヌ、歌手
- 1969年 - 薬丸岳、小説家
- 1970年 - 前田幸長、元プロ野球選手
- 1970年 - 田口昌徳、元プロ野球選手
- 1970年 - 稲富修二、政治家
- 1970年 - 本田勝義、柔道家
- 1970年 - メリッサ・マッカーシー、女優
- 1970年 - 赤間麻里子、女優
- 1971年 - 中島知子、お笑いタレント（元オセロ）
- 1971年 - 曽我部恵一、ミュージシャン
- 1971年 - アル北郷、お笑い芸人
- 1972年 - 三土手大介、パワーリフティング選手
- 1973年 - 佐藤アサト、ナレーター
- 1973年 - 舩木聖士、元プロ野球選手
- 1973年 - 田中優樹、俳優
- 1974年 - 石塚啓次、元サッカー選手
- 1975年 - はいじぃ、お笑いタレント
- 1975年 - 石原祐美子、お笑いタレント（チキチキジョニー）
- 1975年 - 藤島知子、モータージャーナリスト
- 1975年 - メイリー、歌手
- 1975年 - 矢島弘一、脚本家、演出家、俳優
- 1976年 - 諏訪雅、俳優
- 1976年 - アマイア・モンテロ、歌手
- 1977年 - 千葉紗子、声優
- 1978年 - 関本賢太郎、元プロ野球選手
- 1979年 - 浅田好未、タレント（元パイレーツ）
- 1979年 - 田中敬人、元プロ野球選手
- 1979年 - 松谷卓、ピアニスト、作曲家
- 1980年 - 青柳碧人、小説家
- 1980年 - イ・チョングン、フィギュアスケート選手
- 1980年 - マコーレー・カルキン、俳優
- 1980年 - クリス・パイン、俳優
- 1980年 - ブレンダン・ハリス、元プロ野球選手
- 1981年 - ジャスティン・ペカレック、フィギュアスケート選手
- 1982年 - 髙橋秀聡、元プロ野球選手
- 1982年 - 吉田真弓、声優
- 1982年 - 菊池亜希子、ファッションモデル、女優
- 1983年 - 今江敏晃、元プロ野球選手、監督
- 1983年 - 大城美和、元タレント、元グラビアアイドル
- 1983年 - フェリペ・メロ、サッカー選手
- 1983年 - ニコル・デーヴィッド、スカッシュ選手
- 1984年 - カイル・ケンドリック、プロ野球選手
- 1985年 - 関口雄大、元プロ野球選手
- 1985年 - クリストファー・メイビー、フィギュアスケート選手
- 1985年 - デビッド・プライス、プロ野球選手
- 1985年 - エリック・フライヤー、プロ野球選手
- 1986年 - Newwy、歌手
- 1986年 - コリン・カジム＝リチャーズ、サッカー選手
- 1986年 - 日菜太、キックボクサー
- 1987年 - 大河元気、俳優
- 1987年 - ライアン・ブレイジア、プロ野球選手
- 1987年 - 伊藤友里、タレント、キャスター
- 1988年 - 佐藤賢治、元プロ野球選手
- 1988年 - 水野まい、タレント、アイドル（元predia）
- 1988年 - 坂ノ上朝美、元女優、元タレント、元グラビアモデル
- 1988年 - マリオ・ホランズ、プロ野球選手
- 1988年 - エルビス・アンドラス、プロ野球選手
- 1989年 - 宇野なおみ、女優
- 1989年 - 古川英利子、タレント、モデル
- 1990年 - マテオ・ムサッチオ、サッカー選手
- 1990年 - イリーナ＝カメリア・ベグ、テニスプレーヤー
- 1991年 - エカテリーナ・シェレメティエワ、フィギュアスケート選手
- 1991年 - マルクス・ソルバック、プロ野球選手
- 1992年 - 重岡大毅、アイドル、俳優（WEST.）
- 1992年 - マイケル・フランコ、プロ野球選手
- 1992年 - 渡辺貴洋、元プロ野球選手
- 1992年 - 土屋炎伽、タレント
- 1993年 - パーマ大佐、お笑い芸人
- 1993年 - 下仮屋カナエ、タレント、元アイドル (元風男塾・仮屋世来音)
- 1993年 - 若林晃弘、プロ野球選手
- 1994年 - 夢乃あいか、AV女優
- 1994年 - 平岡夏希、熊本放送（RKK）アナウンサー
- 1996年 - グレイシー・ドジーニー、女優
- 1996年 - 川﨑玲奈、静岡エフエム放送アナウンサー
- 1996年 - カルマ、俳優、YouTuber
- 2001年 - 826aska、エレクトーン奏者
- 2002年 - 太田蒼生、陸上選手
- 2003年 - 原菜乃華、女優、ファッションモデル
- 2006年 - 冨士大和、プロ野球選手
- 2007年 - 高嶋琴羽[9]、子役
- 2008年 - 開心那、スケートボード選手
- 生年不詳 - 喬林知、小説家、ライトノベル作家
- 生年不詳 - 神出サヤ、声優
- 生年非公表 - ひなたおさむ、歌手、俳優、声優

## 忌日
| どちらかを選ばねばならぬなら、飛行機よりも鳥がいる方がいい。 |

- 1184年（元暦元年7月19日） - 佐々木秀義、武将（* 1112年）
- 1278年 - オタカル2世、ボヘミア王（* 1230年?）
- 1346年 - ヨハン・フォン・ルクセンブルク、ボヘミア王およびルクセンブルク伯（* 1296年）
- 1476年（成化12年7月28日） - 尚円、琉球国王（* 1415年）
- 1551年 - マルガレータ・エリクスドッテル、スウェーデン王グスタフ1世の妃（* 1516年）
- 1595年 - アントニオ・デ・ポルトゥガル、ポルトガル王位請求者（* 1531年）
- 1624年（寛永元年7月13日） - 福島正則、戦国武将、賤ヶ岳の七本槍の一人（* 1561年）
- 1666年 - フランス・ハルス、画家（* 1581年頃）
- 1723年 - アントニ・ファン・レーウェンフック、生物学者（* 1632年）
- 1785年 - ジョージ・ジャーメイン、イギリス植民地担当大臣（* 1716年）
- 1786年（天明6年8月3日） - 中村富十郎 (初代)、歌舞伎役者（* 1719年）
- 1850年 - ルイ＝フィリップ、フランス国王（* 1773年）
- 1857年 - アドルフ・シュラーギントヴァイト、植物学者、探検家（* 1829年）
- 1858年（安政5年7月18日）- 市河米庵、書家（* 1779年）
- 1863年 - ジョン・ブキャナン・フロイド、第24代アメリカ合衆国陸軍長官（* 1806年）
- 1865年 - ヨハン・フランツ・エンケ、天文学者（* 1791年）
- 1900年 - 飯田武郷、国学者（* 1828年）
- 1910年 - ウィリアム・ジェームズ、思想家（* 1842年）
- 1910年 - 梅謙次郎、法学者（* 1860年）
- 1921年 - マティアス・エルツベルガー、ドイツ国財務相（* 1875年）
- 1929年 - アーネスト・サトウ、イギリス外交官（* 1843年）
- 1930年 - ロン・チェイニー、俳優（* 1883年）
- 1931年 - 濱口雄幸、政治家、第27代内閣総理大臣（* 1870年）
- 1942年 - 平岡定太郎、樺太庁長官、福島県知事（* 1863年）
- 1945年 - 倉場富三郎、実業家、水産学者（* 1871年）
- 1945年 - フランツ・ヴェルフェル、小説家（* 1890年）
- 1950年 - ランサム・E・オールズ、オールズモビル創業者（* 1864年）
- 1955年 - ソル・ホワイト、ニグロリーグの野球選手（* 1868年）
- 1957年 - ジョセフ・ティレル、地質学者、古生物学者（* 1858年）
- 1958年 - レイフ・ヴォーン・ウィリアムズ、作曲家（* 1872年）
- 1958年 - 小渕光平、自由民主党衆議院議員（* 1904年）
- 1961年 - ヴラディーミル・ソフロニツキー、ピアニスト（* 1901年）
- 1970年 - 川合稔、レーシングドライバー（* 1942年）
- 1974年 - チャールズ・リンドバーグ、飛行家（* 1902年）
- 1976年 - ロッテ・レーマン、ソプラノ歌手（* 1888年）
- 1977年 - H・A・レイ、絵本作家（* 1898年）
- 1978年 - シャルル・ボワイエ、俳優（* 1897年）
- 1979年 - ミカ・ワルタリ、小説家（* 1908年）
- 1980年 - テックス・アヴェリー、カートゥーン作家（* 1908年）
- 1987年 - ゲオルク・ウィッティヒ、化学者（* 1897年）
- 1990年 - 本田実、アマチュア天文家（* 1913年）
- 1990年 - 小倉朗、作曲家（* 1916年）
- 1993年 - 桑原巨守、彫刻家（* 1927年）
- 1995年 - ジョン・ブラナー、SF作家（* 1934年）
- 1998年 - フレデリック・ライネス、物理学者（* 1918年）
- 2004年 - ローラ・ブラニガン、歌手（* 1952年）
- 2006年 - ライナー・バルツェル、ドイツキリスト教民主同盟・ドイツ連邦議会議長（* 1924年）
- 2007年 - エドワード・G・サイデンステッカー、翻訳家（* 1921年）
- 2007年 - ガストン・トルン、第20代ルクセンブルク首相、第7代欧州委員会委員長（* 1928年）
- 2009年 - 三代徳田八十吉、陶芸家、人間国宝（* 1933年）
- 2009年 - 北重人、小説家（* 1948年）
- 2009年 - アブドゥルアズィーズ・ハキーム、イラク・イスラム革命最高評議会の指導者（* 1953年）
- 2014年 - 米倉斉加年、俳優（* 1934年）
- 2014年 - 曽根中生、映画監督（* 1937年）
- 2016年 - 川西政明、文芸評論家（* 1941年）
- 2017年 - トビー・フーパー[10][11]、映画監督（* 1943年）
- 2019年 - 宮崎康之、アマチュア野球選手、指導者（* 1930年）
- 2019年 - コリン・クラーク、サッカー選手（* 1984年）
- 2020年 - 菱田嘉明、政治家、元京都府八幡市長（* 1943年）
- 2020年 - 小石川正弘、天文家（* 1952年）
- 2020年 - 白石典義、経営学者（* 1953年）
- 2020年 - ユーリ・アルペルテン、指揮者、ピアニスト（* 1957年）
- 2020年 - 前田勝、大相撲力士（* 1982年）
- 2021年 - 田中重信、実業家、元フジクラ社長（* 1931年）
- 2021年 - ソムポート・セーンドゥアンチャーイ、脚本家、映画監督（* 1941年）
- 2021年 - ウラジーミル・シャドリン、アイスホッケー選手（* 1948年）
- 2022年 - ピーター・バーンサイド、プロ野球選手（* 1930年）
- 2022年 - 石橋大吉、政治家、民主党衆議院議員（* 1932年）
- 2022年 - 鶴見五郎、プロレスラー（* 1948年）
- 2023年 - ボブ・バーカー、俳優、司会者（* 1923年）
- 2023年 - 美濃部美津子、エッセイスト（* 1924年）
- 2023年 - グレブ・パンフィーロフ、映画監督、脚本家（* 1934年）
- 2023年 - ジョニー広瀬、マジシャン（* 1948年）

## 記念日・年中行事

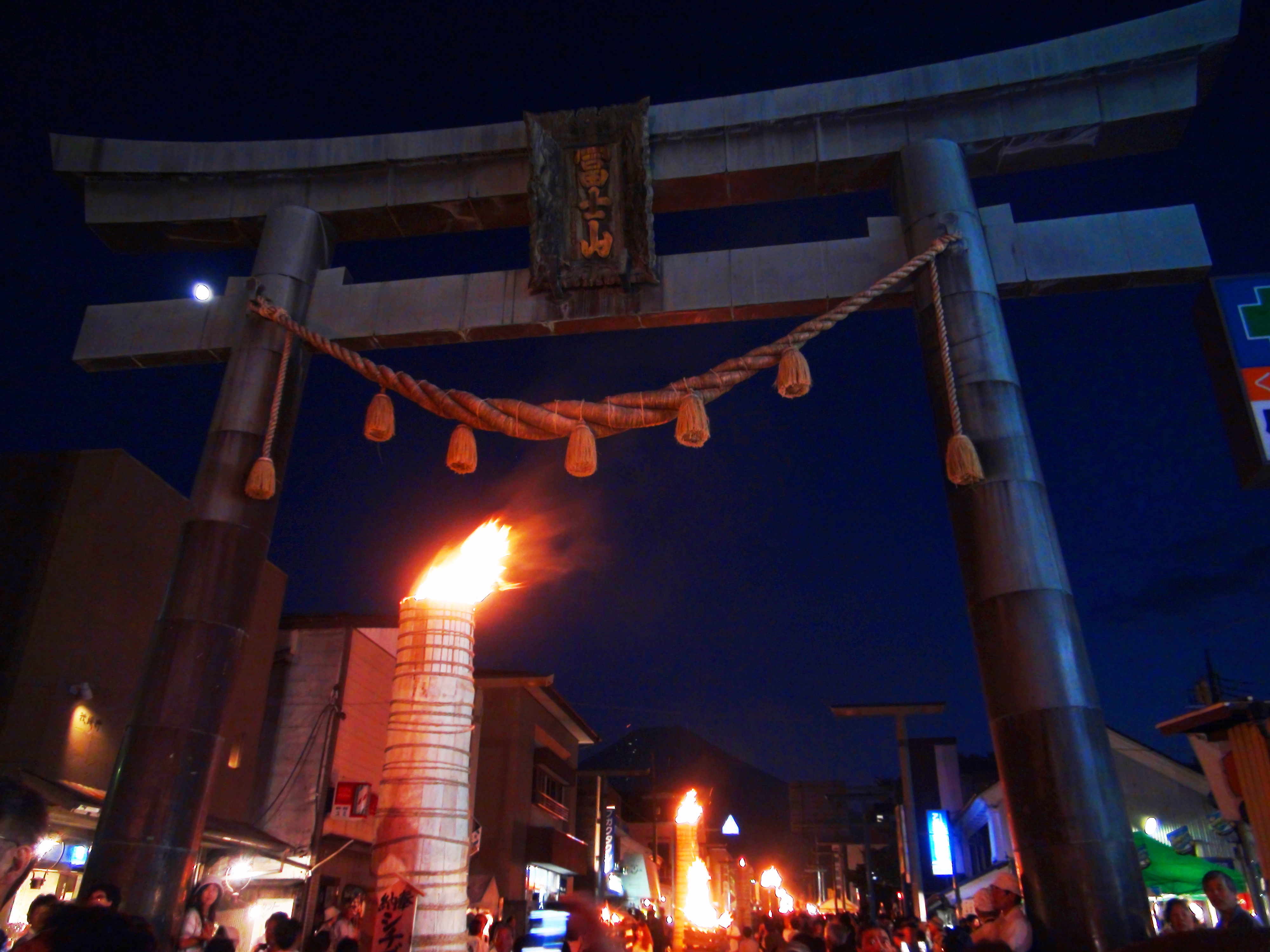
吉田の火祭。富士吉田市金鳥居から富士山を望む（2012年8月26日撮影）

- 男女平等の日（英語版）（ アメリカ合衆国）
1920年のこの日、アメリカ合衆国で女性参政権が認められたことを記念し1971年に連邦議会が制定した記念日。
- 英雄の日（英語版）（ ナミビア）
1958年のこの日に南西アフリカ人民機構 (SWAPO) が結成され、1966年のこの日にナミビア解放闘争が始まったことを記念する祝日。
- ナミビアの日（ 世界）
「英雄の日」に合わせ、国連が制定した国際デーの1つ。1990年3月に独立した、アフリカ南西部にあるナミビアの自立を援助する日。
- 人権宣言記念日 
1789年のこの日、フランスの憲法制定国民議会が人間と市民の権利の宣言（人権宣言）を採択した。
- シルマンデー・ユースホステルの日
ユースホステルの創始者であるリヒャルト・シルマンを記念する日。世界中の[要検証 – ノート]ユースホステルで記念行事が行われる。

ドイツの小学校教師であったシルマンは、1909年のこの日、生徒たちと遠足に出掛け、突然の大雨のために小学校で雨宿りをしたが、夜になっても雨は止まず、そこで一夜を明かすこととなった。これがユースホステルを創設するきっかけとなった。
- パワプロの日（ 日本）
野球ゲーム「実況パワフルプロ野球」（略称「パワプロ」）を制作するコナミデジタルエンタテインメントが、「パワ（8）プロ（26）をパワ（8）フル（26）に楽しんでもらいたい」という願いから制定した記念日[12]。
- 吉田の火祭（ 日本 山梨県富士吉田市、 - 27日）
日本三奇祭のひとつ。26日の｢鎮火祭｣と翌27日の｢すすき祭り｣で構成。富士山の夏山シーズンの終わりを告げる。
- 火山防災の日（ 日本）
2024年に制定。1911年8月26日に浅間山に日本で最初の火山観測所が設置されたことに由来する[13]。